# Žlutokřídlec kručinkový
Žlutokřídlec kručinkový (Idaea aversata) je motýl z čeledi píďalkovití.

## Popis
Žlutokřídlec kručinkový má rozpětí křídel 23–31 mm. Základní barva křídel je bílá až žlutohnědá s různými tmavšími skvrnami a liniemi. Tvar a intenzita kresby jsou velmi variabilní, přičemž někteří jedinci mohou vykazovat i známky melanismu. Diskální skvrny jsou malé a někdy chybějí. Křídla jsou po okrajích lemována drobnými černými body.
Housenky jsou šedohnědé s příčnými proužky a dosahují délky až 25 mm. Kukla je tmavě hnědá.

## Výskyt
Druh je rozšířen po celé Evropě, kromě nejsevernějších oblastí. Žije také v Severní Africe a v Asii až po Japonsko. V České republice je běžný v nížinách i pahorkatinách.

## Stanoviště
Žlutokřídlec kručinkový se vyskytuje na okrajích lesů, v zahradách, parcích i na loukách. Vyhledává stanoviště s dostatkem vegetace.

## Životní cyklus
Dospělci létají od května do září, přičemž v teplejších oblastech může být i druhá generace. Jsou aktivní hlavně v noci a přitahuje je umělé světlo. Samice klade vajíčka na různé druhy rostlin, na kterých se housenky živí. Přezimují housenky.

## Potrava
Housenky jsou polyfágní, živí se různými suchými listy rostlin, například vřesem (Calluna vulgaris), jitrocelem (Plantago), lípou (Tilia) nebo borůvkami (Vaccinium).

## Ohrožení
Žlutokřídlec kručinkový není považován za ohrožený druh a je běžný v celé Evropě.